# Theatre Royal, Hobart
Theatre Royal är en teater i Hobart på Tasmanien i Australien, grundad 1834. 
Det var den första teatern på Tasmanien, dit den professionella teatern hade introducerats året innan, bara ett år innan det introducerats i Sydney på det australiska fastlandet. Det blev också den andra teatern som invigdes i Australien, bara ett år efter öppnandet av Theatre Royal, Sydney. Under Anne Clarkes direktörsskap 1840-1847 ansågs det vara centrum för Australiens teatervärld, och många av de scenartister som sedan blev berömda i Sydney utbildades vid denna teater.